# Rudy Hirigoyen
Pour les articles homonymes, voir Hirigoyen.
Émile Jean Baptiste Hirigoyen dit Rudy Hirigoyen, né le 29 août 1919 à Mendionde dans les Basses-Pyrénées et mort à Lyon le 24 octobre 2000, est un chanteur lyrique basque français.

## Biographie

### Naissance et débuts de carrière
Né au Pays basque, à Mendionde, le 29 août 1919, Rudy Hirigoyen suit ses parents à Paris en 1927. Il débute dans la vie active comme chasseur à l'hôtel Georges V, puis exerce comme coiffeur durant quatre années. En 1938, il remporte deux radio-crochets et, l'année suivante, sans formation musicale, se classe premier au concours de l'Opéra et de l'Opéra-Comique avec un air de La Bohème de Puccini (Que cette main est froide), devant cent concurrents. Ce succès l'encourage à aborder une carrière de chanteur. Rudy Hirigoyen est alors un jeune homme fringant, de petite taille mais robuste, avec un sourire franc comme l'or.

### Succès

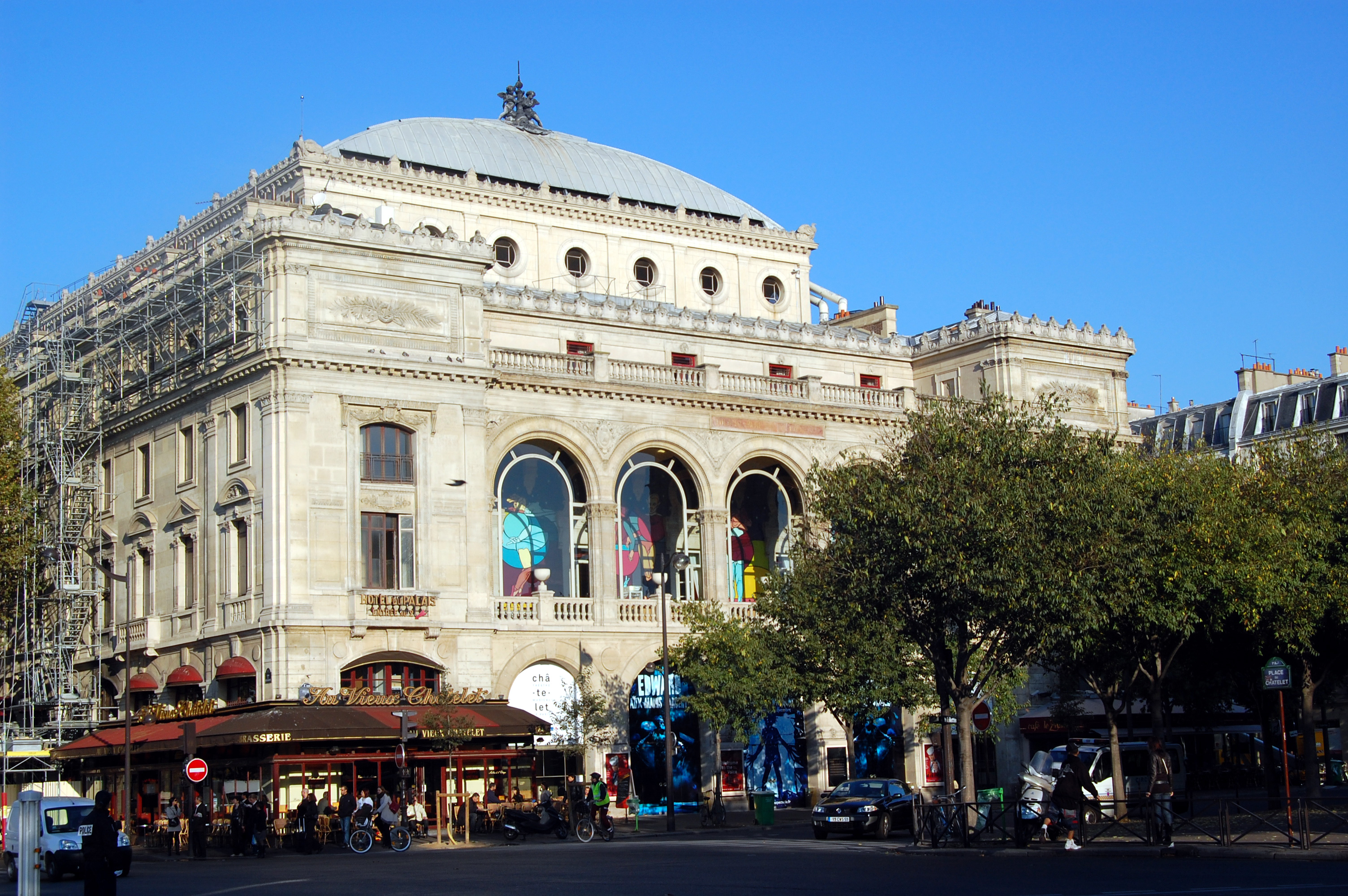
Le théâtre du Châtelet, Paris

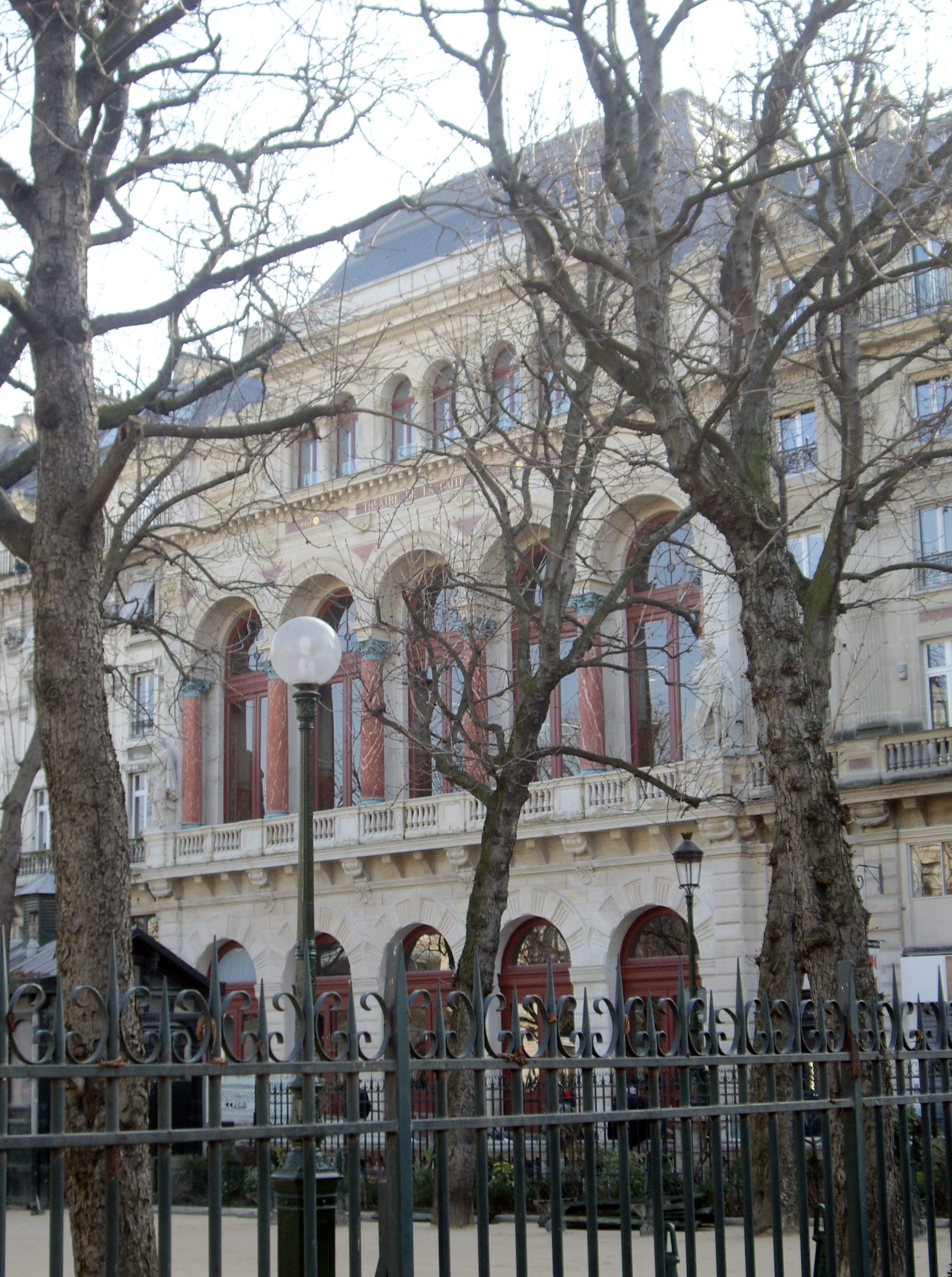
Le théâtre de la Gaîté lyrique, Paris

Mobilisé en 1939, il est fait prisonnier, puis libéré en 1941. Choriste au Théâtre du Châtelet, il se fait bientôt connaître en soliste. En 1944, il connait ses premiers succès : Ma belle au bois dormant, Au jardin de mon cœur, Pastourelle à Nina. Déjà, un certain  Luis Mariano lui fait rude concurrence. En 1947, Rudy succède à ce même Luis Mariano dont il reprend La Belle de Cadix, de Francis Lopez, au Casino-Montparnasse d'abord puis en province. Rudy sera de fait le remplaçant officieux de Mariano, notamment avec Andalousie, le Chanteur de Mexico et le Secret de Marco-Polo. Marianistes et hirigoyennais sont alors en guerre déclarée mais c'est une guerre pour de rire à l'image des deux intéressés qui s'estiment beaucoup tout en ne se croisant guère ! Rudy recrée ensuite Le Brigand d'amour (1951), Les Caprices de Vichnou (1951) au Théâtre de l'Étoile et, plus tard, Méditerranée (1964) au Théâtre du Châtelet. En marge de ces reprises, il assure également des créations : Pour toi (musique de Georges Dherain), Maria-Flora (musique d'Henri Betti, 1957) au Théâtre du Châtelet, et surtout Viva Napoli (musique de Francis Lopez, 1970) au Théâtre Mogador. Jusqu'en 1987, il parcourt l'Europe interprétant des ouvrages de Francis Lopez (La Toison d'Or, La Route fleurie, Le Prince de Madrid, Gipsy). Sa dernière création est une opérette de Francis Lopez, Fandango, présentée en 1987 à l'Élysée-Montmartre.
Ce qui semble avoir manqué à Rudy Hirigoyen pour avoir la même réputation que Luis Mariano, Georges Guétary ou André Dassary, est un grand succès auquel son nom eût pu être attaché. Il fit de belles créations mais pas un “tube”.
Sans doute, Rudy Hirigoyen toucha-t-il son sommet personnel en assurant, en 1947, à la Gaîté-Lyrique, avec élégance et une rare chaleur, la première reprise française de l'opérette de Franz Lehar : le Pays du sourire.
Rudy Hirigoyen a tourné également plusieurs films musicaux comme L'Auberge en folie en 1953, avec des chansons signées par Henri Betti, Paul Bonneau, Francis Lopez, Rolf Marbot et André Salvet.
Sa voix de ténor montait dans l'aigu avec une grande aisance et il pouvait tenir sur une longue durée. Cette légèreté doublée de souplesse compensa un manque de puissance à l'émission  (les voix légères sont de toute façon rarement puissantes ) et autorisa le chanteur à n'être jamais “criard”.

### Fin de carrière et décès
Dans les années 1980, il accepte de donner des leçons de chant à la Cité des Artistes, rue Ordener, Paris 18e mais il n'a pas la pédagogie indispensable. En revanche, sa générosité humaine et artistique s'impose. Rudy Hirigoyen offre son exemple, indubitable, et sa  "clientèle" y puise l'enseignement voulu.
Enfin, il quitte Versailles pour s'installer à la Croix-Rousse à Lyon, où il finira ses jours à 81 ans. Président d'honneur des Amis du Théâtre d'opérette de Lyon, il y soutient constamment la pérennité de l'art de l'opérette. Après sa disparition, a été créé L'association des Amis de Rudy Hirigoyen qui publie ses souvenirs : Ma vie d'opérette. Marié trois fois, il laisse sa femme Sylviane et une fille, Valérie.

## Opéras et opérettes
- 1954 : Andalousie opérette d'Albert Willemetz et Raymond Vincy, musique Francis Lopez, Théâtre de la Gaîté-Lyrique
- 1957 : Maria Flora opérette livret Raymond Vincy, musique Henri Betti, mise en scène Maurice Lehmann, Théâtre du Châtelet
- 1968 : Rendez-vous à Paris, musique Georges Liferman sur un livret de Jacques Mareuil et Dominique Tirmon, Lille au théâtre Sébastopol (mise en scène d'Edgar Duvivier).

## Filmographie
- 1957 : L'Auberge en folie  (ou L'Auberge fleurie de Pierre Chevalier